# Aba (Bildhauer)
Aba, Sohn des Oge Zorqa, war ein antiker Bildhauer im Partherreich. 
Er ist nur von einer Inschrift aus Hatra bekannt, wo er wahrscheinlich im 2. oder 3. Jahrhundert n. Chr. lebte und wirkte. Die von ihm geschaffene kleine Statuette, heute im Museum in Mosul, stellt eine gewisse Simai dar und ist wiederum von ihrem Gemahl Oge geweiht worden. In der Weiheinschrift wird auch der Bildhauer Aba genannt.